# Francisco Solís
Francisco Javier Solís Cruz (* 4. Dezember 1952 in Tampico, Tamaulipas) ist ein ehemaliger mexikanischer Fußballspieler, der vorwiegend im Mittelfeld agierte.

## Laufbahn
Solís begann seine Profikarriere in der Saison 1971/72 bei seinem Heimatverein CD Tampico, der seinerzeit in der zweiten Liga spielte. Nach nur einer Saison wurde Solís vom Erstligisten CF Monterrey verpflichtet, bei dem er sechs Jahre lang unter Vertrag stand, bevor er von 1978 bis 1981 für den Hauptstadtverein Atlético Español tätig war. Anschließend kehrte er nach Monterrey zurück, wo er die beiden folgenden Spielzeiten bei den UANL Tigres verbrachte, mit denen er in der Saison 1981/82 die mexikanische Fußballmeisterschaft gewann. In der Saison 1983/84 spielte Rivas erneut für seinen diesmal in der ersten Liga spielenden und mittlerweile als Tampico-Madero FC firmierenden Heimatverein, bevor er seine aktive Laufbahn bei Atlas Guadalajara ausklingen ließ. 

## Erfolge
- Mexikanischer Meister: 1982